# Automolis pusillima
Automolis pusillima är en fjärilsart som beskrevs av Embrik Strand 1912. Automolis pusillima ingår i släktet Automolis och familjen björnspinnare. Inga underarter finns listade i Catalogue of Life.